# Ovamboland People’s Organisation

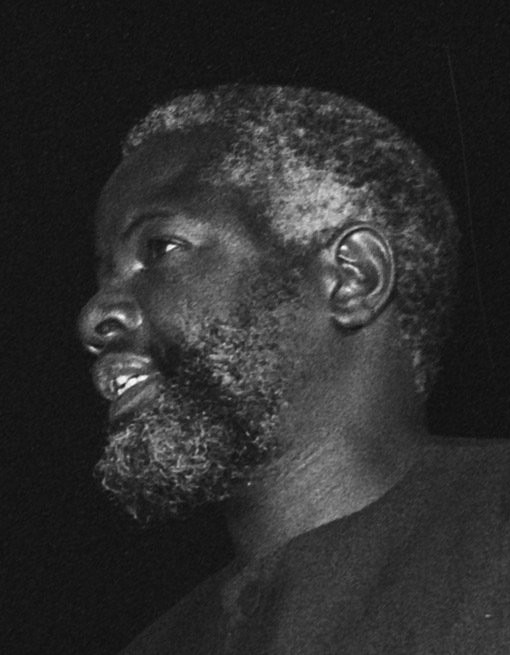
Peter Mweshihange (1976)

Die Ovamboland People’s Organisation (OPO; deutsch etwa Ovamboland Volksorganisation) war eine politische Partei in Südwestafrika. Sie ist die direkte Vorgängerorganisation der heutigen SWAPO.
Die Gründung erfolgte am 2. August 1957 unter der Bezeichnung Ovamboland People’s Congress (OPC) in einem Friseursalon in Kapstadt, der zwei südwestafrikanischen Arbeitsmigranten gehörte. Ihre Gründungsmitglieder waren Andimba Toivo ya Toivo als deren Vorsitzender, ferner Peter Mweshihange, Solomon Mifima, Maxton Joseph, Paul Helmut, Emil Appolus, Polly Kaukungwa, Peter Kauluma, Nestor ya Toivo, Tobias Hainyeko, Timothy Petrus Enkali und Joseph Philemon. Am 19. April 1959 wurde der Ovamboland People’s Congress (OPC) in South-West Africa People’s Organisation umbenannt. Im Rahmen dessen kam es zur Errichtung von einer Reihe von Zweigstellen der OPO in Südwestafrika. Zuvor hatte man die Aktivitäten von Kapstadt in Südafrika aus koordiniert. Die Ziele der OPO lehnte sich zunächst an die Ziele ihrer Vorgängerorganisation der OPC an. Vorrangiges Ziel war die Verbesserung der sozialen Lage der Arbeiter aus der Bevölkerungsgruppe der Ovambo, vor allem mit Blick auf die Abschaffung des Systems der Kontraktarbeit. Ein zweites Ziel stellt die Befreiung Namibias von der südafrikanischen Herrschaft dar.
1959 kooperierte die OPO vorübergehend mit der South-West African National Union (SWANU), wobei man sich jedoch innerhalb der OPO entschloss, die Partei um zu gestalten. Am 19. April 1960 wurde daraufhin aus der OPO heraus die SWAPO gegründet. Grund hierfür war vor allem die Tatsache, dass die Partei nicht nur auf regionaler, sondern auch auf nationaler Ebene tätig werden wollte.